# Yaakov Leiser
Yaakov Leiser (1907-1998), le second Grand-rabbin de la Dynastie hassidique de Pshevorsk (Pologne), connu comme Reb Yankele est un Grand-rabbin hassidique, d'origine polonaise. Il est le gendre et successeur en 1976 de Moshe Yitzchok Gewirtzman (1882-1976), connu comme Reb Itzekel. Ils vont avoir une destinée commune, avant, pendant, et après la Seconde Guerre mondiale. Il suit Reb Itzekel en Sibérie, en Pologne, à Paris, en France, de 1949 à 1957, puis à Anvers, en Belgique.
Après la Shoah, les dynasties hassidiques qui survivent quittent l'Europe pour s'établir en Israël, aux États-Unis, au Canada, et en Amérique du Sud. La dynastie hassidique de Pshevorsk est unique dans sa détermination de demeurer en Europe, bien que l'on trouve aussi un Beith Hamedrash de Pshevorsk à Williamsburg (Brooklyn), New York.

## Éléments biographiques

### Les jeunes années
Yaakov Leiser est né le 6 Tevet (5667) 1907 dans le petit village de Roig, près de Rimanov (Rymanów) (lat. Rimanovia, or Rimanoa) , une des villes de la voïvodie des Basses-Carpates, en Galicie, dans le Sud-Est de la Pologne.
Son père est le rabbin Dovid Yitzchok, qui était un Hassid du Shiniver Rebbe.

### Yeshiva de Dukla
Après sa Bar Mitzvah, il va étudier à la yeshiva de Dukla, en Galicie.

### Mariage
En 1934, Reb Yankele se marie avec Alta Bina, une des trois filles de Moshe Yitzchok Gewirtzman, Reb Itzikel. Il ne quittera pratiquement pas son beau-père durant les 40 années qui suivent. Il vit au service de Reb Itzikel.

### Pshevorsk (-1939)
Reb Itzikel s'installe à Przeworsk (פּרשעוואָרסק-yiddish Pshevorsk), une des villes de la voïvodie des Basses-Carpates, dans le Sud-Est de la Pologne.
A Pshevorsk, pour le Chabbat et les jours de fête, Reb Itzikel reçoit des Hassidim. En 1930, alors que Reb Itzikel absent, plus de 50 maisons juives sont détruites par un feu à Pshevorsk, dont sa maison, le Beth Hamedrash des Hassidim, et l'unique imprimerie.
La Deuxième Guerre mondiale éclate. A Rosh Hashana (5700) 1939, les nazis entrent dans Pshevorsk, et détruisent la Synagogue.

### Exil en Sibérie  (1939-1946)
Le lendemain de Yom Kipour 1939, les juifs sont chassés de Pshevorsk et forcés de trouver refuge en Russie. Reb Itzikel se réfugie à Lemberg, en Galicie, alors sous contrôle soviétique,.
Durant l'hiver de 1940, la Russie offre à tous les habitants de la Galicie, en Pologne ainsi qu'à tous les réfugiés fuyant l'avance des troupes allemandes d'acquérir la citoyenneté soviétique. Reb Itzikel demande à ses Hassidim de ne pas accepter.
Ceux qui n'ont pas accepté la citoyenneté soviétique sont exilés de force par les soviétiques en Sibérie. Reb Itzikel dit aux Juifs que la date de cette action, "Le 23 Sivan est un jour favorable pour Israël." En effet, la plupart des exilés en Sibérie, malgré le froid, la faim, le travail forcé, survivent à la guerre.
Le gouvernement polonais demande à la Russie de libérer les citoyens polonais.

### Retour en Pologne (1946-1949)
Durant le mois de Iyar 1946, Reb Itzikel entreprend le voyage du retour en Pologne. Le voyage par chemin de fer dure plusieurs semaines. Il s'installe à Breslau, en Silésie. Il n'y a ni Mikvé, ni Beth Hamidrash et Reb Itzikel passe parfois plusieurs semaines à Cracovie, où finalement, il s'établit en Eloul 1947. Il demeure en Pologne jusqu'en 1949, puis va s'installer, à Paris, en France.

### Paris (1949-1957)
De 1949 à 1957 Reb Itzikel habite à Paris, au Pletzl.
Toute sa famille a été assassinée durant la Shoah, dont son fils Yosef Chaim, son gendre le rabbin Chaim Steimetz. De ses trois filles, seule Alta Bina survit ainsi que son époux, Reb Yankele. Ils suivent Reb Itzekel à Paris

### Anvers (1957-1998)
En 1957, Reb Itzikel s'installe à Anvers, en Belgique, au Mercatorstraat 56. Il décède à Anvers le jour de Yom Kipour (5737) 1976. Il a 95 ans. Des dizaines de milliers de personnes l'accompagne à sa dernière demeure.
Son gendre, Reb Yaakov (Reb Yankele) Leiser (aussi transcrit comme Leizer) succède (de 1976 à 1998) à Reb Itzikel à la tête de la Dynastie hassidique de Pshevorsk.
Reb Yankele décède le 27 Heshvan (5759) 1998. Il a 91 ans. Il est enterré au cimetière juif de Putte (Pays-Bas).
Le fils unique de Reb Yankele Chaim Aryeh Leibish, Reb Leibish Leiser (aussi transcrit comme Leizer), qui lui succède en 1998, est l'actuel Rebbe de Pshevorsk.

### Les Pshevorsker Hassidim
Le Rebbe de Pshevorsk habite Anvers, mais on trouve des Pshevorsker Hassidim aussi à Londres et à Manchester, en Angleterre, à Williamsburg (Brooklyn), New York, et en Israël.